# Route 420 (Nouveau-Brunswick)
Pour les articles homonymes, voir Route 420.
La route 420 est une route locale du Nouveau-Brunswick située dans le centre de la province, au nord de Blackville. Elle suit la rivière Miramichi nord-ouest sur presque toute sa longueur, qui est de 42 kilomètres. De plus, elle n'est pas pavée sur toute sa longueur, alors qu'elle est une route de gravier pour ses 16 premiers kilomètres.

## Tracé
La 420 débute dans une région isolée, juste à l'est de McGraw Brook, sur la route 108, principale route reliant Grand Falls et Plaster Rock à Miramichi. Elle commence par être une route de gravier pour ses 16 premiers kilomètres, section où elle ne possède que quelques intersections mineures. Elle traverse ensuite une région plus peuplée, traversant les villages de Matthews et de Red Bank, tout en suivant la rive sud de la rivière Miramichi nord-ouest. Elle continue ensuite de suivre la rivière pour ses 20 prochains kilomètres, traversant notamment Calissis, puis elle se termine à l'échangeur avec la route 8 et la route 108, à Derby Junction. 

## Intersections principales
| Route 420                                 |                |    |                                                    |                                                         |
| Comté                                     | Location       | km | Intersection/Destinations                          | Notes                                                   |
| Northumberland                            | McGraw Brook   | 0  | R-108, Plaster Rock, Grand Falls, Renous           | extrémité ouest de la 420; début de la route de gravier |
| Northumberland                            | Matthews       | 16 | Chemin Back nord, Lyttleton, Exmoor                | fin de la route de gravier                              |
| Northumberland                            | Red Bank       | 23 | R-425 nord, Whitney, Strathadam                    |                                                         |
| Northumberland                            | Red Bank       | 25 | R-415 sud, Renous, Quarryville                     |                                                         |
| Northumberland                            | Derby Junction | 42 | R-8, R-108, Derby Junction, Miramichi, Fredericton | extrémité est de la 420; km 159 de la 8                 |
| Gris: Route de Gravier // Bleu: Échangeur |                |    |                                                    |                                                         |